# Lophocyclus laxatus
Lophocyclus laxatus är en mångfotingart som beskrevs av Loomis 1936. Lophocyclus laxatus ingår i släktet Lophocyclus och familjen Sphaeriodesmidae. Inga underarter finns listade i Catalogue of Life.